# ランディ・クロフォード
ランディ・クロフォード（Randy Crawford、1952年2月18日 - ）は、アメリカ合衆国の著名なジャズ、リズム・アンド・ブルースの黒人女性シンガーである。ジョージア州メイコン生まれで、誕生時の名前はヴェロニカ（Veronica）といった。
日本では、1991年にフジテレビで放送されたドラマ『もう誰も愛さない』の挿入歌に用いられた「スウィート・ラヴ (Almaz)」が特に有名であるが、この曲は1986年にヒットしており、全英シングルチャートで最高4位にランクインした。同曲は、1986年に発売したアルバム『アブストラクト・エモーションズ』にも収められている。

## 経歴
クロフォードの歌手としての最初は、シンシナティからフランス南部のクラブで歌うことであった。1970年代の中頃からニューヨークで名前が広まるようになる。彼女を一躍有名にしたのは、1970年代に人気のジャズ・グループであったザ・クルセイダーズとともにシングル「ストリート・ライフ」（1979年）を大ヒットさせたことである。この曲は、12週間の間、全米ジャズ・チャートにおいて頂点にあり続けた。
アルバム『愛の諜報員』（1981年）は、ビルボードのアルバムチャートに60週ランクインするロングセラーとなった。そして、1986年に「スウィート・ラヴ」が全英シングルチャートのトップ10入りを果たしている。

## 代表曲
- 「ストリート・ライフ」 - "Street Life" (1979年) ※全英5位。ザ・クルセイダーズのアルバム『ストリート・ライフ』収録[1]
- 「愛ふたたび」 - "One Day I'll Fly Away" (1980年) ※全英2位。アルバム『道標 (みちしるべ)』収録
- 「パステル・ハイウェイ」 - "My Baby And Me (Cor-di-a)" (1982年) ※三菱・コルディアCMソング。日本限定シングル（来日記念盤）として発売され、コルディアの成約者に配布もされていた[2]。他にも「You Might Need Somebody」など同時期の三菱・ギャランΣ/エテルナΣのCMソングもある。
- 「スウィート・ラヴ」 - "Almaz" (1986年) ※全英4位
- "Knocking On Heaven's Door" (1989年) ※with エリック・クラプトン & デイヴィッド・サンボーン。アルバム『リッチ・アンド・プアー』収録。ボブ・ディランのカバー

## ディスコグラフィ

### スタジオ・アルバム
- 『エヴリシング・マスト・チェンジ』 - Everything Must Change (1976年)
- 『ミス・ランディ・クロフォード』 - Miss Randy Crawford (1977年)
- 『絹の響き』 - Raw Silk (1979年)
- 『道標 (みちしるべ)』 - Now We May Begin (1980年)
- 『愛の諜報員』 - Secret Combination (1981年)
- 『ウィンドソング』 - Windsong (1982年)
- 『ナイトライン』 - Nightline (1983年)
- 『アブストラクト・エモーションズ』 - Abstract Emotions (1986年)
- 『リッチ・アンド・プアー』 - Rich and Poor (1989年)
- 『アイズ・オブ・ラヴ』 - Through the Eyes of Love (1992年)
- 『ドント・セイ・イッツ・オーバー』 - Don't Say It's Over (1993年)
- 『ネイキッド・アンド・トゥルー』 - Naked and True (1995年)
- Every Kind of Mood — Randy, Randi, Randee (1997年)
- Permanent/Play Mode (2001年)
- 『フィーリング・グッド』 - Feeling Good (2006年) ※with ジョー・サンプル
- No Regrets (2008年) ※with ジョー・サンプル

## 受賞
- 1982年 ブリット・アワード 英国ベスト女性ソロ・アーティスト